# Inheemse volken van Kaap York
De inheemse volken van Kaap York zijn de oorspronkelijke bewoners van het Kaap York-schiereiland in Australië. Deze Aboriginals bestaan uit circa 6500 personen, wat gelijk is aan 60% van de totale bevolking van het schiereiland.

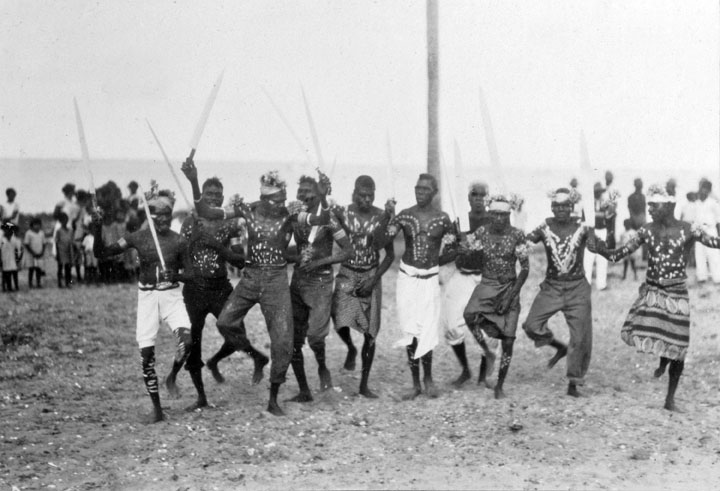
Dansers Mapoon juni 1931 (Queensland State Archives 5783)

Onderling vertonen de Aboriginals van het Kaap York-schiereiland een grote sociale, culturele en taalkundige verscheidenheid. De meesten wonen in dorpen en stadjes met zelfbestuur die 'community's' worden genoemd. Uit archeologische vondsten blijkt dat de oorspronkelijke bewoners van het schiereiland ooit landbouw bedreven, maar dat de arbeidsinspanningen die deze levenswijze vereiste niet opwogen tegen de voordelen. Een nomadische levensstijl leverde veel meer tijd op voor ontspanning, het uitvoeren van rituelen en het aanknopen en onderhouden van banden met andere groepen en leden van de eigen groep.
De Wik uit het centrale deel van de westkust zijn waarschijnlijk het bekendst. Zij speelden een belangrijke rol bij het uitbreiden van de native-title-rechten die sinds de Mabo-zaak door het Australisch recht worden erkend. Andere volken zijn de Yupungatti, de Tjungundji en de Tanikutti uit de regio rond de rivier de Wenlock. Zij noemen zichzelf ook wel mensen van Mapoon (Mapoon people).
Enkele jaren geleden werd de Cape York Land Council opgericht, die plaatselijke Aboriginalgroepen vertegenwoordigt in kwesties over land. Ook heeft deze organisatie een aantal nieuwe en baanbrekende landbeheerprojecten op touw gezet in samenwerking met natuurbeschermers, boeren en mijnbouwbedrijven. Toch is de gezondheid van de Aboriginals in deze regio slecht en zijn hun levensverwachtingen veel lager dan die van andere Australiërs.
De inheemse bevolking van Kaap York is verdeeld over de volgende gemeenschappen:
- Kowanyama
- Pormpuraaw
- Aurukun
- Napranum
- Injinoo
- Umajico
- New Mapoon
- Coen
- Lockhart River
- Hopevale
- Wujal Wujal
- Cooktown
- Weipa